# Anwar Tango
Anwar Tango (ur. 23 lipca 1994) – marokański zapaśnik walczący w stylu klasycznym. Srebrny medalista mistrzostw Afryki w 2017 i brązowy w 2018 roku.